# パシフィック・ハイウェイ (オーストラリア)
パシフィック・ハイウェイ（Pacific Highway）は、オーストラリア・ニューサウスウェールズ州の東海岸を通る幹線道路。国道1号線の一部を構成する。改良工事が行われている。

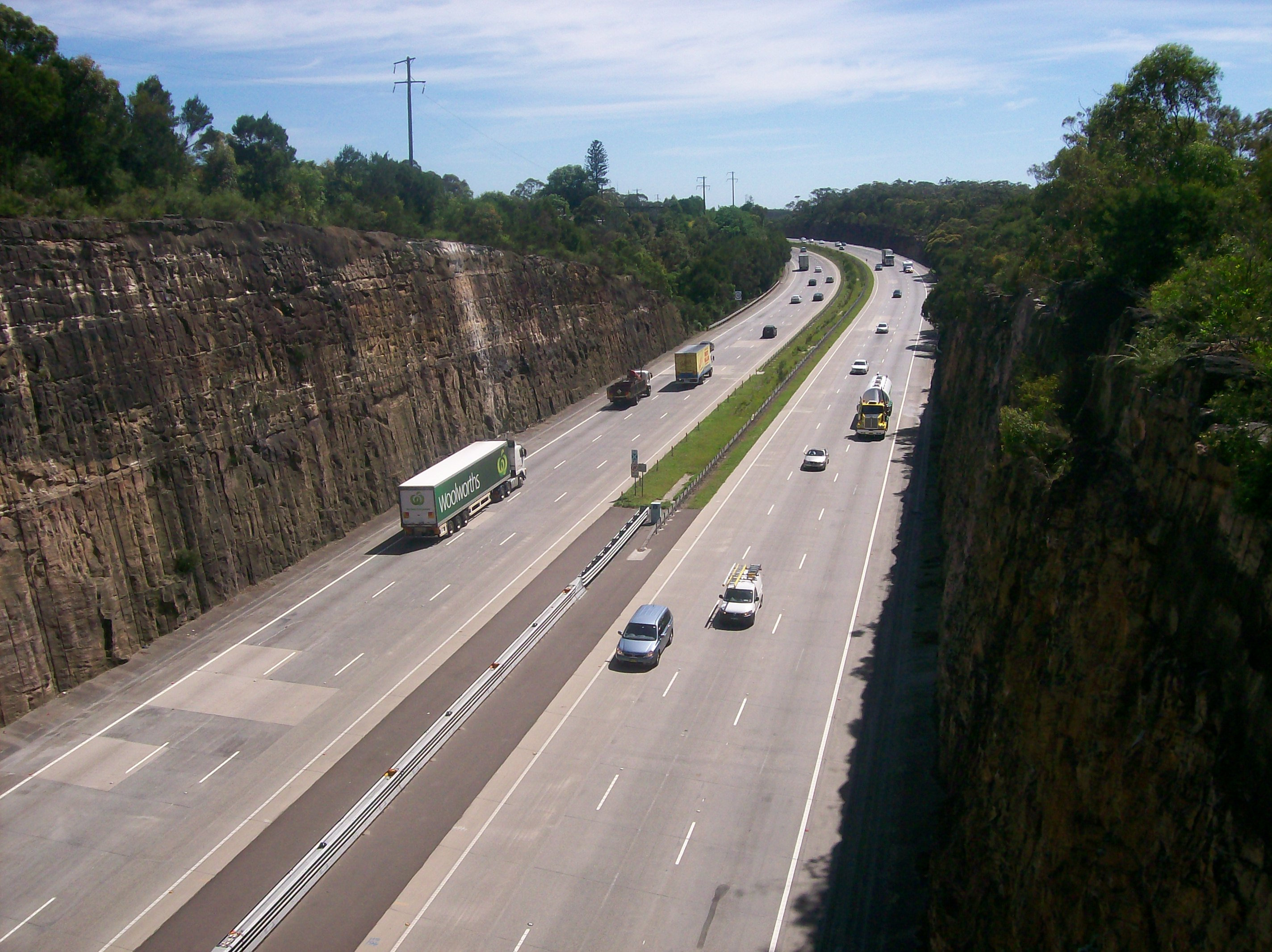
シドニー近く

沿線の主要都市は北から
- ブリズベン
- ゴールドコースト
- バイロンベイ
- コフスハーバー
- ポートマッコリー
- ニューカッスル
- ゴスフォード（セントラルコースト）
- シドニー